# Restaurante Calabouço

O Restaurante Central dos Estudantes, conhecido como Calabouço, foi, durante as décadas de 1950 e 60, um restaurante estudantil que oferecia comida a baixo custo para estudantes de baixa renda no Rio de Janeiro. Pela grande concentração de estudantes, era também palco de várias manifestações por melhorias na educação e contra o regime militar.

## Origens
Foi inaugurado em 1951 na antiga sede da UNE, na Praia do Flamengo, mas foi transferido no ano seguinte para a Avenida Infante Dom Henrique, próximo ao Aeroporto Santos Dumont. Circulava uma história de que o novo local havia abrigado uma prisão de escravos, daí o apelido de Calabouço. Apesar de pertencer ao Ministério da Educação, o restaurante era administrado pela União Metropolitana dos Estudantes (UME).  No complexo também funcionava um teatro e uma policlínica.
No dia seguinte ao Golpe Militar de 1964, a sede da UNE foi incendiada, o que marcou o início de uma onda de repressão ao movimento estudantil que duraria vários anos. O restaurante foi fechado e assim permaneceu por três meses. Quando reabriu, já sob o controle dos militares, a policlínica foi definitivamente fechada e o acesso ao público passou a ser controlado.
Em 1967,  o governo do Estado da Guanabara, devido a reunião do FMI no Museu de Arte Moderna, anuncia sob pretexto de urbanizar a região, a demolição do Complexo do Calabouço. Isso gerou uma batalha campal entre a polícia e os estudantes. Para acalmar os ânimos, Negrão de Lima, então governador da Guanabara, propôs que o restaurante fosse reconstruído na Avenida General Justo, esquina com Rua Santa Luzia.
O complexo acabou por ser demolido sem que o novo restaurante estivesse pronto. Para protestar contra isso, os estudantes organizaram três meses de "pendura" (calote) em restaurantes famosos do Rio até que a abertura do novo Calabouço fosse anunciada, em agosto de 1967.

## A invasão do Calabouço

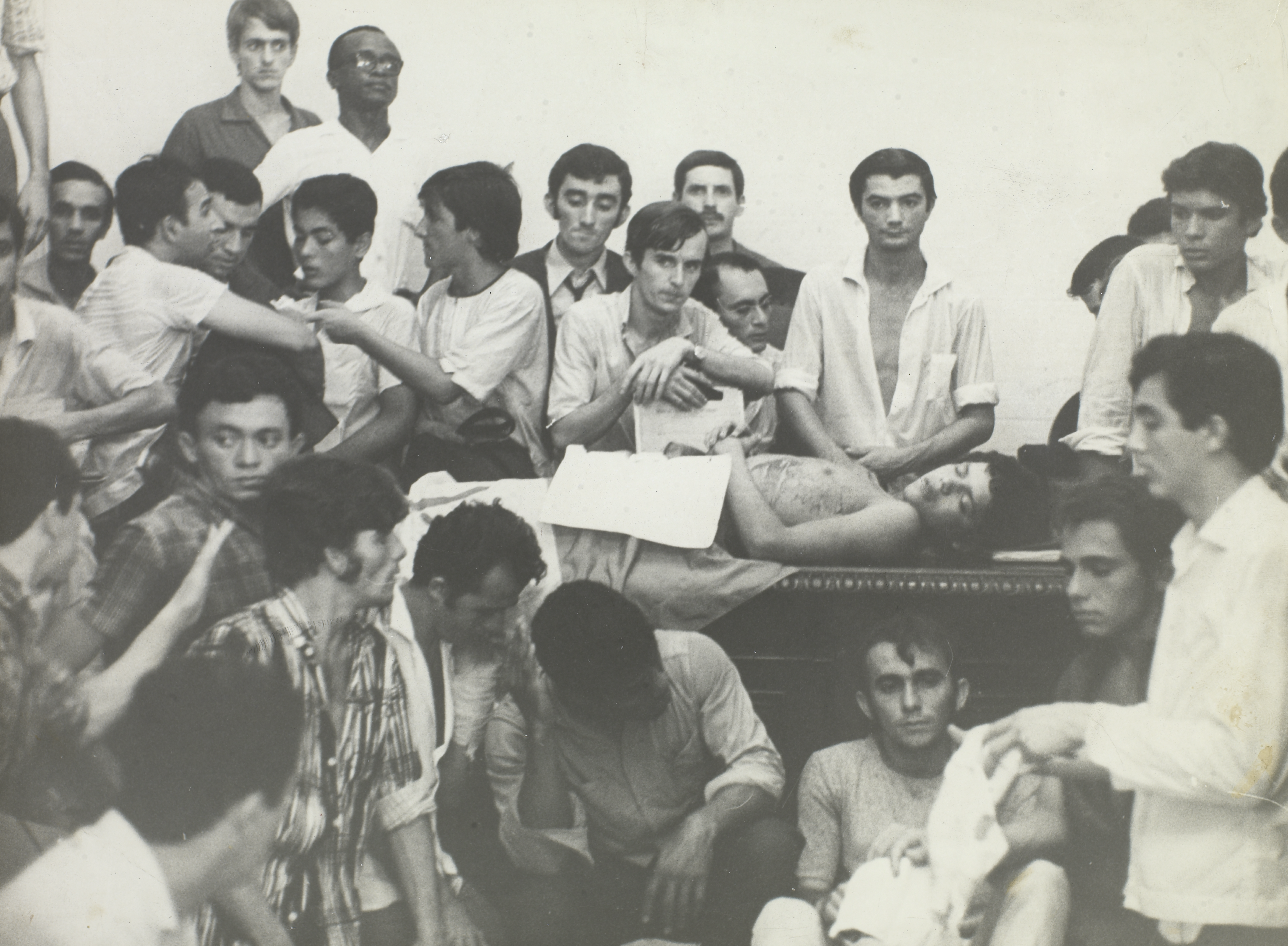
Corpo de Edson Luís de Lima Souto, 1968. Arquivo Nacional.

Em 1968, o Calabouço foi o palco do primeiro homicídio de um estudante pela ditadura militar de 1964. No dia 28 de março, durante a repressão a  uma passeata, a Polícia Militar invadiu o restaurante, e o comandante da tropa, aspirante Aloísio Raposo, atirou e matou o estudante paraense Edson Luís, o qual cursava o segundo grau no Instituto Cooperativo de Ensino, com um tiro a queima roupa no peito. Outro estudante, Benedito Frazão Dutra, também foi ferido por um tiro no peito e levado a um hospital, onde faleceu depois de ficar vários dias em coma . Um porteiro do INPS que passava por perto também foi ferido por um tiro e morreu. Um outro cidadão, que assistia ao confronto da janela de seu escritório, ficou ferido com um tiro na boca . Os boletins de ocorrência policial da época registram que pelo menos seis pessoas ficaram feridas devido a tiros disparados por policiais durante a invasão.
Com medo de que os policiais desaparecessem com o corpo de Edson Luís, os estudantes o levaram até a Assembléia Legislativa do então Estado da Guanabara, onde foi feita a sua autópsia e posterior velório. A morte de Edson Luís e Benedito Frazão Dutra causou o fechamento definitivo do restaurante Calabouço pela ditadura militar, mas também deflagou o ciclo de manifestações populares de 1968 pela redemocratização do Brasil.